# Тайдун (повіт)
Тайдун (кит. трад. 臺東縣, піньїнь: Táidōng Xiàn) — один з повітів Китайської Республіки. Площа 3 515 км². Населення на 2009 рік — 231 863. Адміністративний центр — місто Тайдун. Повіту належить берегова лінія довжиною 231 км.
Хоча назва означає «Східний Тайвань», повіт також відомий як «Houshan» (китайська: 後 山; піньйін: hōşān; pe̍h-ôi-jī: àu-soaⁿ), серед багатьох місцевих жителів, ця назва означає «за горами» або «пригірський».
Окрім території на острові Тайвань повіту належать також невеликі острови Люй і Лань. Острів Лань Ю пов'язаний з Тайванем авіарейсами компанії Daily Air, а також поромними переправами. Є домом для етнічної групи ямі, що мігрувала сюди з островів Батанес близько 800 років тому.
На території повіту Тайдун розміщується міжнародний аеропорт Тайдун, та ще два аеропорти на околицях: аеропорт Людао та аеропорт Ланью.

## Історія
Через рельєф і незручне узбережжя ці землі не освоювалися китайцями до XIX століття. У 1874 році рибалки з потерпілого в цих місцях судна були вбиті аборигенами, що послужило підставою для японського тайванського походу. Японські війська захопили південь острова і вимагали від династії Цин взяти на себе відповідальність за вбивства. Завдяки посередництву Великої Британії Японія вивела свої війська в обмін на сплату китайцями репарацій.
Після створення у 1886 році провінції Тайвань, східне узбережжя острова було виокремлене у безпосередньо керовану область Тайдун (台东直隶州, територія сучасних повітів Тайдун і Хуалянь). Після передачі Тайваню урядом Японії Республіканському Китаю 25 жовтня 1945 року, Тайдун був заснований як адміністративна одиниця на правах повіту провінції Тайвань 25 грудня того ж року.

## Культура
Повіт Тайтун має дуже різноманітну культуру, зокрема, різноманіття корінних культур. Оскільки Тайтун є, мабуть, одним з найменш постраждалих за рахунок колонізації китайців районів, більшість корінних народів все ще є дуже важливою частиною сучасного суспільства.

## Адміністративний поділ
До складу повіту Тайдун входять місто повітового підпорядкування, 2 міських волості і 13 сільських волостей. Місце розташування уряду знаходиться в місті Тайдун, де розташовані Уряд округу Тайдун і Рада округу Тайдун. Тайдун-Сіті є найпотужнішим районом округу Тайтун, і це одне з найбільших міст на східному узбережжі острова. Він лежить на південно-східному тихоокеанському узбережжі Тайваня.
- Місто повітового підпорядкування
  - Тайдун
- Міські волості
  - Ченґун (成功鎮)
  - Гуаньшань (關山鎮)
- Сільські волості
  - Бейнань (卑南鄉)
  - Чанбін (長濱鄉)
  - Чішан (池上鄉)
  - Дажень (達仁鄉)
  - Дау (大武鄉)
  - Дунхе (東河鄉)
  - Хайдуань (海端鄉)
  - Цзіньфен (金峰鄉)
  - Луе (鹿野鄉)
  - Люйдао (綠島鄉)
  - Ланьюй (蘭嶼鄉)
  - Таймалі (太麻里鄉)
  - Яньпін (延平鄉)